# Parafia św. Marcina w Osmolinie
Parafia św. Marcina w Osmolinie – parafia należąca do dekanatu Sanniki diecezji łowickiej. Erygowana w 1441. Mieści się przy ulicy Kościelnej. Duszpasterstwo w niej prowadzą księża diecezjalni.

## Proboszczowie parafii
Źródło: 
Proboszczami parafii św. Marcina w Osmolinie po 1900 r. byli kolejno:
- ks. Mikołaj Cichocki (1900–1905)
- ks. Ludwik Pinakiewicz (1905–1913)
- ks. Władysław Wyrzykowski (1914–1917)
- ks. Baranowski (1918–1920)
- ks. Piotr Kowalski (1920–1933)
- ks. Stanisław Sławiński (1934–1938)
- ks. Jan Głażewski (1939–1941)
- ks. Jan Połomski (1945–1946)
- ks. Piotr Mika (1946–1956)
- ks. Piotr Szewczak (1956–1958)
- ks. Henryk Kosiński (1958–1961)
- ks. Tadeusz Pierzchała (1962–1971)
- ks. Ireneusz Russo (1971–1976)
- ks. Wincenty Szmyt (1977–1981)
- ks. Ryszard Staszewski (1981–2016)
- ks. Grzegorz Kucharewicz (2016–2022)
- ks. Mariusz Makowski (od 2022)

## Zasięg parafii
Terytorium parafii obejmuje wsie: Działy, Lubików, Lwówek, Osmolin, Osmólsk, Witusza.